# アンドリュー・パーカー
アンドリュー・パーカー（Andrew Parker、1967年 - ）は、イギリスのバイオミメティクス分野の動物学者。マッコーリー大学で博士号を取得後、ロンドン自然史博物館に勤務し、1990年から1999年までは王立学会大学研究員、オーストラリア博物館とシドニー大学の研究員、1999年から2005年まではオックスフォード大学に勤務。2018年現在、パーカーはグリーン・テンプルトン・カレッジの客員研究員として、光学構造と目に関する研究チームの責任者を務めている。

## 光スイッチ説とその後の著書
1998年にパーカーはバージェス動物群の一部の動物に構造色を持つと推測されるものがいることを報告し、その中でカンブリア紀に眼が誕生して生物間の軍拡競争に繋がったと提唱した。2003年の著書 In the Blink of an Eye（邦訳版『眼の誕生』は2006年）でもパーカーは、カンブリア紀の始まりにおける動物化石の急激な多様化であるカンブリア爆発が、視覚の発達とそれに続く捕食-被食関係の強化によるものであると主張した。彼はこの仮説を「光スイッチ説」と呼称した。特に彼は、視覚を持つ動物による捕食圧が被食者の硬組織獲得を促し、それにより当時のカンブリア爆発として見られている化石記録を説明できると結論づけた。この仮説は様々なレビューを受けた。本や中心的な仮説に批判的なレビューもあったが、多くの研究者は肯定的であった。しかし、捕食の増加と視覚が発達した時期との関係については、重要な批判が残っていた。マーティン・ブラジエは、先カンブリア紀とカンブリア紀の境界付近での生命体の変化に関する多くの議論を再検討し、カンブリア爆発では捕食が重要な役割を果たしたが、目が発達したのはそのような捕食-被食関係が拡大した時期の後半であったため、パーカーが視覚を強調したのは見当違いであると主張している:109。ただし、光スイッチ説を否定する新たな対立仮説は2017年前後時点では提唱されていない。
2006年のパーカーの著書 Seven Deadly Colours では、彼は自然界で進化し獲得された様々な色の生み出し方と、それが動物の生態に与える影響について説明している。
パーカーは不可知論者でもあり、2009年の著書 The Genesis Enigma では、『創世記』の特に1章が驚くほど正確で科学と一致していると論じている。彼は『創世記』の作者が神にインスパイアされたのではないかと結論したが、その後の著書では宗教に対し中立的な立場をとっている。

## テレビ出演
日本において、2012年2月には『ハイビジョン特集』で放送された「カンブリアン ウォーズ」、2015年にはアニメ『ピカイア!』にそれぞれ本人役で出演。また『ピカイア!』にはパーカー博士というキャラクターも登場した。